# Élection maïorale de juin 2019 à Istanbul
Une élection maïorale a lieu le 23 juin 2019 à Istanbul à la suite de l'annulation de l'élection du candidat du Parti républicain du peuple, Ekrem İmamoğlu au poste de Maire d'Istanbul lors des élections municipales turques de 2019.
L'annulation du scrutin précèdent, extrêmement serré, est alors décriée par l'opposition comme la conséquence d'une justice aux ordres du gouvernement AKP du président Erdogan. La nouvelle élection voit Ekrem İmamoğlu à nouveau victorieux, avec un résultat en nette hausse, son avance sur celui de l'AKP, Binali Yıldırım, dépassant 9 % des suffrages. Le résultat est considéré comme une large défaite pour Erdogan, qui voit légitimé un probable futur concurrent pour la présidence
İmamoğlu prend ses fonctions le 27 juin suivant.

## Résultats
| Candidats                | Candidats                | Partis                                  | Voix       | %      |
| ------------------------ | ------------------------ | --------------------------------------- | ---------- | ------ |
|                          | Ekrem İmamoğlu           | Parti républicain du peuple             | 4 741 868  | 54,21  |
|                          | Binali Yıldırım          | Parti de la justice et du développement | 3 935 453  | 44,99  |
|                          | Necdet Gökçınar          | Parti de la félicité                    | 47 829     | 0,55   |
|                          | Mustafa İlker Yücel      | Parti patriotique                       | 14 545     | 0,17   |
|                          | Indépendants             | Candidatures indépendantes              | 6 769      | 0,08   |
|                          |                          |                                         |            |        |
| Votes valides            | Votes valides            | Votes valides                           | 8 746 464  | 98,00  |
| Votes blancs et nuls     | Votes blancs et nuls     | Votes blancs et nuls                    | 178 599    | 2,00   |
| Total                    | Total                    | Total                                   | 8 925 063  | 100,00 |
| Abstentions              | Abstentions              | Abstentions                             | 1 645 291  | 15,57  |
| Inscrits / participation | Inscrits / participation | Inscrits / participation                | 10 570 354 | 84,43  |